# Tubo termorretráctil

Animación de un macarrón retráctil sometido al calor

El tubo termorretráctil, película termorretráctil o macarrón termorretráctil es una  película, con distintas formas y tamaños, que cuando se somete a una fuente de calor (horno, llama, aire caliente, etcétera), se retrae hasta aproximadamente un 50 % del tamaño inicial, con gran adhesión al objeto alrededor del cual se envuelve. Después de enfriarse, la película conserva su nueva forma.
Los tubos retráctiles se obtienen mediante extrusión de burbuja  y pueden estar constituidos por polietileno,  PTFE,  PVDF,  PVC, neopreno, elastómero de silicona o Viton.

## Usos principales
Este principio se utiliza para envolver objetos para asegurar su estabilidad y protección.
Se aplica por ejemplo, en el embalaje de las mercancías en los pallets o para encoger los manguitos utilizados en electrónica para dar mayor solidez a los  conectores eléctricos o los packs de baterías.
Los tubos retráctiles también se utilizan como una alternativa a la pintura, para sostener y dar un acabado brillante de color a materiales porosos tales como la madera. Un uso de este tipo es por ejemplo en el recubrimiento de los aviones de madera.